# Lait de riz

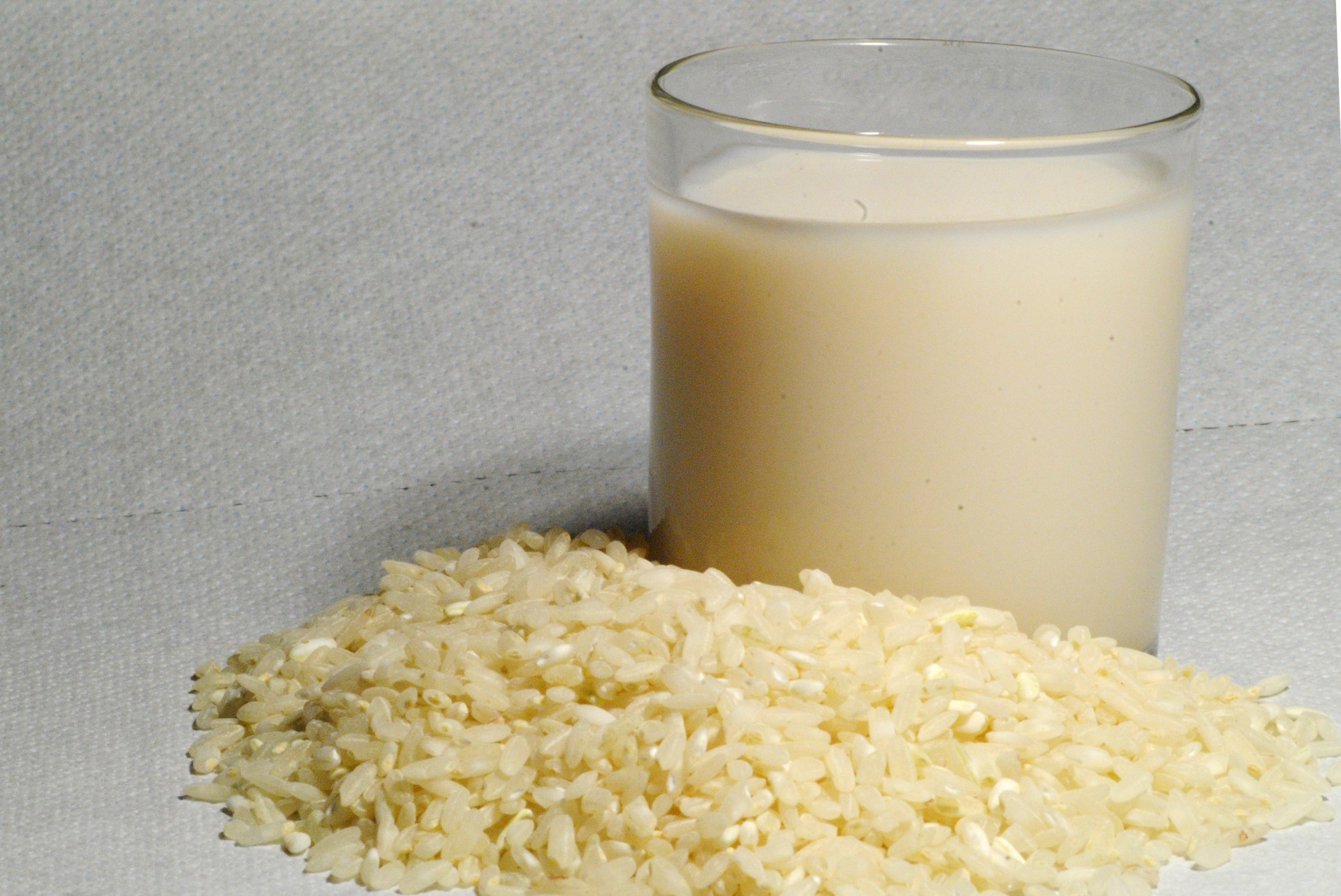
Verre de lait de riz.

Le lait de riz, jus de riz ou boisson de riz est une boisson végétale à base de riz.
Il est majoritairement composé de riz complet, souvent non sucré. Le gout sucré de la plupart des variétés de lait de riz résulte d’un processus enzymatique naturel qui décompose les glucides complexes en sucres simples, en particulier en glucose. Certains laits de riz reçoivent cependant des ajouts de sucres.

## Préparation
Le lait de riz se fabrique par le filtrage du riz à travers un moulin. On le fabrique parfois aussi à la maison à l’aide de farine de riz et de protéine de riz brun, ou en faisant bouillir le riz brun avec un grand volume d’eau, avant de mélanger et de passer le mélange.

## Commercialisation
Le lait de riz commercialisé est souvent aromatisé à la vanille, au chocolat ou à l’amande. Quand il ne l’est pas, il peut être utilisé dans de nombreuses recettes comme alternative au lait de vache.

## Comparaison avec le lait de vache
Le lait de riz contient plus de glucides que le lait de vache, mais ne contient pas de calcium ou de protéines en quantité importante. Il ne contient pas de cholestérol ou de lactose. Les marques commerciales de lait de riz sont, en conséquence, souvent enrichies en vitamines et en minéraux, notamment en calcium, vitamine B12, vitamine B3 et fer. Le lait de riz est souvent consommé par les personnes intolérantes au lactose, au soja ou atteintes de phénylcétonurie, ou encore dans le cadre d'un régime végétalien.